# Храм Вознесения Господня (Кунгур)
Храм Вознесения Господня в Кунгуре.

## История
Храм был заложен 4 мая 1833 года протоиереем Благовещенского собора Петром Луканиным. Теплый придельный храм во имя святого Иоанна Златоуста был освящен 8 ноября 1838 года. Главный храм в честь Вознесения Господня был возведен холодным. Его освятили 8 мая 1844 года.
В архитектуре Вознесенской церкви нашли отражение черты провинциального русского классицизма. Направлению свойственны простота, отсутствие лишних деталей, строгость во внешней и внутренней отделке. Здание обычно выполняются в кремовых, бежевых, молочных, бледно-желтых цветах. Для классицизма характерны высокие потолки, простые геометрические формы, функциональность постройки.
Четверик храма с подчеркнутой гладью стен двусветный. Первый ряд представлен двумя полуциркульными окнами, второй — большим полукруглым окном. Основной объем храма завершен полусферическим куполом с луковичной главой на невысоком граненом барабане.
Своеобразие храму придает ярусная колокольня, возведенная над притвором. Первый ярус представлен сильно вытянутым четвериком, грани которого прорезаны полуциркульными арками. Второй — выполнен в виде ротонды.
Декоративное убранство здания было представлено плоскими наличниками — обводами окон, двумя упрощенными портиками на северном и южном фасадах и ступенчатым карнизом с рядом прямоугольных кронштейнов. С западной стороны к притвору примыкал портик из четырех тосканских колонн, не сохранившийся до наших дней.
В совокупности всех частей здание имеет форму креста. В длину храм с колокольней был 16 сажен, а в ширину — 6 сажен. Внутри храм был довольно вместительным, светлым, в виде квадратной палаты с круглым куполом.
В просторном главном храме был установлен позолоченный деревянный иконостас XVIII века, в три става икон, перенесенный в 1840-х годах из Успенской церкви. По воспоминаниям краеведа Л. Н. Лелюхова, завершением иконостаса служили деревянные скульптуры двух ангелов в военных доспехах. Придельный храм был очень тесный. Алтарь в нем отделялся с трех сторон резным деревянным иконостасом. Оба храма сообщались между собой через небольшую дверь.
Большую роль в благоустройстве храма сыграл кунгурский купец второй гильдии Алексей Семенович Мельников, который в течение многих лет ревностно исполнял обязанности церковного старосты. Под его руководством в 1872—1884 годах на добровольные пожертвования кунгуряков вокруг кладбища был построен каменный забор. Более тысячи рублей пожертвовал на строительство купец Е. Я. Дубинин. Четыреста рублей внес Я. А. Колпаков.
Долгое время Вознесенская церковь была приписана к Благовещенскому собору, причт которого служил в ней в воскресные и праздничные дни. Богослужения по субботам совершал священник Успенской церкви. Собственный причт — священник и псаломщик появился в храме лишь в 1910 году (Указ Синода № 11337 от 24 августа 1910 года). С августа 1912 года настоятелем храма служил священник Александр Бажанов.